# Максим Костов
Максим Костов е български революционер, кичевски районен войвода на Вътрешната македоно-одринска революционна организация.

## Биография
Костов е роден в 1876 година в Рабетино, Кичевско, в Османската империя, днес в Северна Македония. Емигрира в Сърбия и се занимава дълги години с дребна търговия в Белград. Поддържа контакти с Трайко Китанчев и Македонския комитет в София. Като българин е преследван от сръбската полиция, няколко пъти арестуван. Плаща 25 наполеона на оркестър в локал в Белград, за да му изсвирят българския национален химн „Шуми Марица“. Заради това е арестуван в Пожаревац и осъден на 6 месеца затвор.
Завръща се в родното си село в 1902 година и е назначен за началник на четите в Рабетинския революционен район. Поради заловено писмо, Костов е арестуван от османските власти и лежи няколко месеца в затвора. След като излиза, участва в Илинденско-Преображенското въстание. При потушаването на въстанието къщата му е изгорена.
След въстанието води упорита борба срещу сръбската пропаганда в Кичевско. На 15 август 1905 година местните лидери на сръбската пропаганда свещеник Богдан и войводите Йован Долгач и Михаил Бродянец с 20 четници пристигат в дома му в Рабетино и се опитват да го накарат да мине на сръбска страна. След като Костов отказва е изведен над селото и одран жив.